# 平野麻綾
平野 麻綾（ひらの まあや、1996年1月12日 - ）は、岐阜県高山市出身のハンドボール選手。日本ハンドボールリーグの飛騨高山ブラックブルズ岐阜所属。

## 経歴
東海大学時代は関東学生ハンドボール・春季リーグで優秀選手賞を受賞。秋季リーグでは特別賞を受賞した。
2018年に日本ハンドボールリーグの飛騨高山ブラックブルズ岐阜へ加入。
2019-20年シーズンから背番号を「3」へ変更。

## 詳細情報

### 年度別成績
| 年       | チーム   | 試合 | フィールド 得点 | 率    | 7m  | 合計 | 警告 | 退場 | 失格 |
| -------- | -------- | ---- | --------------- | ----- | --- | ---- | ---- | ---- | ---- |
| 2018-19  | 高山     | 18   | 3/3             | 1.000 | 0/0 | 3/3  | 0    | 0    | 0    |
| JHL：1年 | JHL：1年 | 18   | 3/3             | 1.000 | 0/0 | 3/3  | 0    | 0    | 0    |

### 記録

#### 日本ハンドボールリーグ
- フィールドゴール初得点：2018年10月21日、対プレステージ・インターナショナル アランマーレ戦（飛騨高山ビッグアリーナ）[4]

### 背番号
- 27 (2018年 - 2019年)
- 3 (2019年 - )